# Sport à Oran
Le sport à Oran recouvre des disciplines multiples et diversifiées. Oran a toujours été une grande ville sportive, représentant jusqu'à présent un pôle sportif très important au niveau national et international.

## Histoire
Oran est l'une des premières villes en Algérie, Afrique et le Monde arabe qui a vu le sport apparaître. Le Club des Joyeusetés et le Club athlétique Liberté d'Oran créés respectivement le 14 avril 1894 et le 5 février 1897 sont les premiers clubs omnisports du pays et du Maghreb, ils étaient connus spécialement par leurs équipes de football.

## Équipements sportifs

### Complexes et stades sportifs

#### Complexe olympique Miloud Hadefi

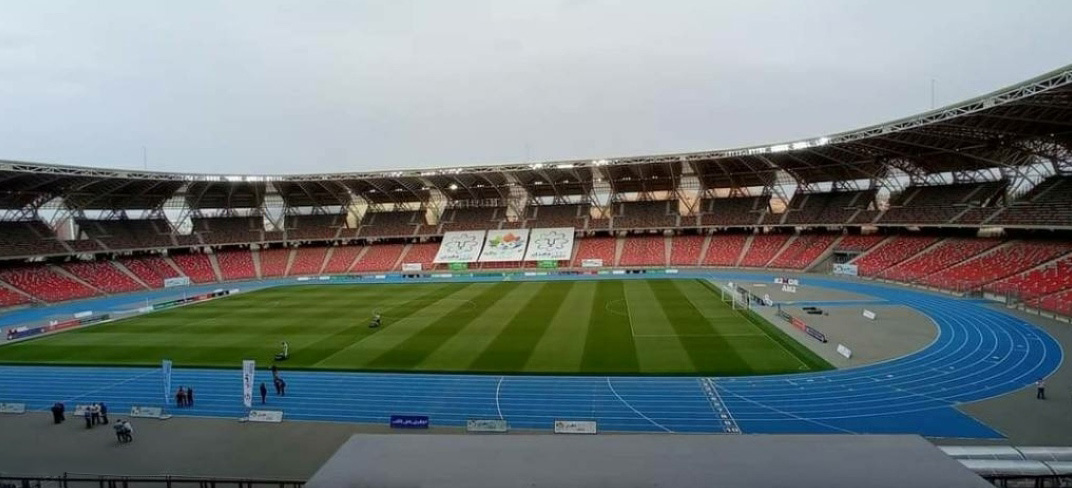
Le Stade Miloud-Hadefi

La ville est dotée d'un complexe sportif ultra moderne à la hauteur de son histoire sportive. Il se situe dans l'arrondissement de Belgaïd de la commune de Bir El Djir dans la banlieue est d'Oran. Ce complexe comprend un grand stade destiné au Mouloudia Club d'Oran et à l'Équipe d'Algérie de football. Il était prévu qu'il ait une capacité de 75 000 places mais à la surprise générale il a été réduit par ordre de l'ancien Wali d'Oran à 40 000 places.
Le complexe sportif est doté aussi d'une piscine olympique, d'une salle de sports et de bien d'autres infrastructures sportives. Ses travaux ont commencé en septembre 2008 et devaient s'achever à la fin 2012 mais les retards sur sa finalisation continue.

#### Stade Ahmed Zabana
Le Stade Ahmed-Zabana, situé dans l'emblématique quartier El Hamri, est principalement destiné aujourd'hui aux sports collectifs de terrain. Propriété de la ville d'Oran, il accueille principalement des matchs nationaux et parfois internationaux de football, dont ceux du Mouloudia Club d'Oran qui y réside. Avec une capacité de 40 000 places, il est l'un des plus grands stades d'Algérie. Outre le stade de football, il comprend deux autres stades pour la pratique du basketball, du handball et du volleyball.
Il a été inauguré en 1957 par un match de football entre le Stade de Reims et le Real Madrid. Jusqu'en 1962, il était nommé Stade Henri Fouquès-Duparc, du nom du maire de l'époque Henri Fouquès-Duparc, qui avait ordonné sa création. Après l'indépendance de l'Algérie, il a été rebaptisé Stade Municipal, puis Stade 19 juin 1965 en commémoration du coup d'état de Houari Boumédiène et finalement Stade Ahmed Zabana, à la mémoire du martyr de la Guerre d'Algérie Ahmed Zabana.
Il a été le plus grand stade d'Algérie jusqu'en 1972, date de la création du Stade du 5-Juillet-1962 d'Alger.

#### Stade Habib Bouakeul
C'est le troisième plus important stade après le Stade Olympique et le Stade Ahmed Zabana. Il a une capacité de 20 000 places et abrite l'ASM Oran. Il a été inauguré le 19 décembre 1948 par Vincent Monréal et a porté son nom jusqu'en 1962 : il a alors pris celui de l'ancien joueur de l'USM Oran et martyr de la Guerre d'Algérie, Habib Bouakeul.

#### Autres stades sportifs
La ville d'Oran est dotée de plusieurs stades sportifs construits essentiellement lors de la période coloniale.
Stade Lahouari Benahmed
Il est construit lors de la période coloniale et inauguré sous le nom de Stade Choupot, il se situe à Choupot au quartier Hai El-Othmania à Oran-ouest. Il fut agrandi, rénové et rebaptisé Stade Lahouari Benahmed au début des années 1990 au nom du martyr Lahouari Benahmed mort lors de la Guerre d'Algérie. Il a une capacité de 10 000 places et abrite le RCG Oran et le RC Oran le CA Planteurs.
Stade Allal Toula
Il est également construit lors de la période coloniale et inauguré sous le nom de Stade de l'ASE car il habritait l'ancien club colonial l'AS Eckmühl qui a été dissous en 1962 avec le départ des colons juste après l'indépendance d'Algérie. Il se situe à Hai Mahieddine (ex. Eckmühl) à Oran-ouest. Il a également été rebaptisé au début des années 1990 au nom du martyr Allal Toula mort lors de la Guerre d'Algérie. Il a une capacité de 5 000 places et abrite l'USM Oran et CA Planteurs le CDJ Oran.
Stade Fréha Benyoucef
Il est également construit lors de la période coloniale à Saint Eugène à Oran-centre. Il portait le nom de Stade Follana du nom de la famille Follana qui a dû céder le terrain à une certaine époque. Une fois devenu un stade municipal, il fut baptisé Stade de Saint Eugène. il abritait l'ancien club colonial la JS Saint-Eugène qui a été dissous en 1962 avec le départ des colons juste après l'indépendance d'Algérie. Il a également été rebaptisé au début des années 1990 au nom du martyr Fréha Benyoucef mort lors de la Guerre d'Algérie. Il a une capacité de 4 000 places.
Stade Kaddour Keloua
C'est le stade principale du FC Oran, il a été inauguré en 1927 à Gambetta à Oran-centre et a une capacité de 4 000 spectateurs. Il est nommé à son inauguration Stade Étienne Gay du nom du propriétaire des fameuses caves d’Oran, et Sénateur de la ville, Étienne Gay réalise ce stade dans le quartier Gambetta d'abord pour accueillir le Club des Joyeusetés d'Oran qui évoluait jusque-là au Stade Turin.
Une fois devenu dirigeant du FC Oran en 1944, Étienne Gay y installe également le club.
Réel passionné de football, Étienne Gay restera quelques saisons à Oran après l'indépendance pour aider à la mise en place des nouveaux championnats algériens. L'enceinte sera rebaptisée Stade Kaddour Keloua, au nom du martyr de la Guerre d'Algérie. Le FC Oran (actuellement Feth Carteaux d'Oran) évolue toujours sur le terrain du stade.
Stade Omar Bahi
Il est également construit lors de la période coloniale à Es Senia à Oran-sud sous le nom de Stade Municipal de la Sénia, il a une capacité de 8 000 places et abrite le Nasr Es Senia.
Stade Mohamed Khassani
Il est localisé à El Kerma à Oran-sud. Il était construit sous le nom de Stade Municipal d'El Kerma, il a une capacité de 5 000 places et abrite l'IRB El Kerma.

### Salles omnisports et autres

#### Palais des sports Hamou Boutlélis
Le Palais des sports Hamou-Boutlélis est une salle de sport destinée aux sports collectifs (basketball, handball, volleyball) et individuels (boxe, arts martiaux, gymnastiques, etc.). C'est la deuxième salle la plus importante d'Algérie après la Salle Hacene Harcha d'Alger. Elle a accueilli plusieurs compétitions nationales et internationales.

#### Salle omnisports du Complexe Miloud Hadefi
La Salle omnisports du complexe Miloud Hadefi est aussi importante dans le Complexe Olympique Miloud Hadefi et qui se trouve à Bir El Djir.

#### Complexe de tennis Habib Khelil
C'est le plus important complexe de Tennis à Oran et se situe à Haï El Salam (ex Saint-Hubert). Oran dispose également d'un deuxième courts de tennis à Delmonte à côté du stade RAIL.

#### Centre équestre Antar Ibn Chaddad
Oran dispose aussi d'un centre équestre pour les chevaux, qui comprend également l'Hippodrome Es-Senia et qui se trouve à Es-Senia.

#### Piscines Olympiques
Piscine du Jardin Public
La ville dispose de plusieurs piscines, la plus connue étant celle du parc "Jardin Public" à Médina Jdida.
Piscine du Complexe Olympique d'Oran
Une autre piscine plus importante dans le Complexe Olympique d'Oran et qui se trouve à Bir El Djir.

## Les différentes disciplines sportives à Oran

### Football

#### Les clubs
Le Mouloudia Club d'Oran est le club emblématique de la ville, il évolue en Ligue Professionnelle 1 (élite), c'est l'un des plus grands clubs algériens, arabes et africains.
Le deuxième club phare de la ville est l'ASM Oran, il évolue en Ligue Professionnelle 2.
Les clubs amateurs connus sont l'USM Oran et le SCM Oran qui évoluent dans les divisions antérieures et CA Planteurs.
Le football féminin est lui est représenté essentiellement par l'Intissar Oran, l'AS Oran Centre et l'AS Noudjoum Ouahran.
| Année | Club                   | Quartier        |
| ----- | ---------------------- | --------------- |
| 1894  | CDJ Oran               | Derb            |
| 1903  | FC Oran                | Carteaux        |
| 1917  | MC Oran                | Mdina Jdida     |
| 1921  | CSA Marsa              | Mers El Kébir   |
| 1926  | USM Oran               | Mdina Jdida     |
| 1933  | ASM Oran               | Mdina Jdida     |
| 1935  | JS Sidi L'Houari       | Sidi El-Houari  |
| 1936  | CA Planteurs           | Planteurs       |
| 1936  | MB Sidi Chami          | Sidi Chami      |
| 1946  | Nasr Es Senia          | Es Senia        |
| 1946  | IRB El Kerma           | El Kerma        |
| 1947  | RCG Oran               | Cité Petit      |
| 1956  | KS Oran                |                 |
| 1957  | CC Oran (ex. CCS Oran) | Petit Lac       |
| 1978  | WR Bir El Djir         | Bir El Djir     |
| 1989  | RC Oran                | Cité Petit      |
| 1996  | JS Emir Abdelkader     | Emir Abdelkader |
| 2006  | AR Sidi El-Bachir      | Sidi El-Bachir  |
| 2016  | AS El Marsa            | Mers El Kébir   |
| 1936  | CRB Ain El Turck       | Aïn El Turk     |

| Année | Club                       | Quartier         |
| ----- | -------------------------- | ---------------- |
| 1882  | L'Oranaise Club            |                  |
| 1897  | CAL Oran                   | Saint Antoine    |
| 1906  | Gallia Club d'Oran         |                  |
| 1910  | GM Oranaise                | Sidi El-Houari   |
| 1919  | AS Marine d'Oran           | Sidi El-Houari   |
| 1919  | JS Saint-Eugène            | Saint-Eugène     |
| 1921  | HCM Oran                   | Lamur (El Hamri) |
| 1925  | AS Eckmühl                 | Eckmühl          |
| 1931  | AS PTT Oran                |                  |
| 1947  | EM Oran                    | Sidi Blel        |
| 1983  | CSU Oran                   | Aïn El Turk      |
|       | IRSH Oran (ex. RC Oranais) | Delmonte         |
|       | SC Lamurien                | Lamur (El Hamri) |
|       | FCM Lamurien               | Lamur (El Hamri) |
|       | Nadjah AC                  | Karguentah       |
|       | FC Ardaillon               | Ardaillon        |
|       | kS El-Khaldia              | Lamur (El Hamri) |
|       | JS Etoile d'El Hamri       | El Hamri         |
|       | SC Choupot                 | Choupot          |
|       | SO Cuvelier                | Cuvelier         |
|       | CO Boulanger               | Boulanger        |
|       | JS Bastie d'Oran           | Bastie           |
|       | JS Cité Petit              | Cité Petit       |
|       | FSP Oran                   |                  |
|       | F. Saint-Eugène            | Saint Eugène     |
|       | SM Gambetta                | Gambetta         |
|       | AS PTT Misserghin          | Misserghin       |
|       | AS CASORAN                 |                  |
|       | US Douanes d'Oran          |                  |

##### Les clubs féminins actuels
| Année | Club                 | Quartier  |
| ----- | -------------------- | --------- |
| 1997  | AS Intissar Oran     |           |
| 1998  | AS Jawharat Canastel | Canastel  |
| 2008  | AS Oran Centre       |           |
| 2013  | MAB Oran             | Aïn Beïda |
|       | AS Noudjoum Ouahran  |           |
|       | CSF Oran             |           |

#### Arbitrage
L'école d'Arbitrage de la ligue d'Oran est la meilleure du pays, la plupart des grands arbitres son sortis de là, parmi eux :
| Hommes - Hadj Berramla - Belaïd Lacarne - Mohamed Hansal - Mohamed Sendid - Belaïd Boutenzar - Mohamed Benouza - Djamel Haimoudi - Mustapha Ghorbal | Femmes - Safia Ayouni |  |

### Les clubs de rugby
| Année | Club                     | Quartier       |
| ----- | ------------------------ | -------------- |
| 2007  | Stade oranais            |                |
|       | Rugby Club d’Arzew       | Arzew          |
|       | CSA Bu-Shi-Do Oran       |                |
|       | Chabab de Hassi Bounif   | Hassi Bounif   |
|       | Club Miloua              |                |
|       | Club Rugby de Misserghin | Misserghin     |
|       | Sporting de Seddikia     | Haï Seddikia   |
|       | Rugby Club de Torro      | Haï Mahieddine |

## Les compétitions sportives à Oran

### Hôte de compétitions internationales
| Compétition                                                        | Année | Site                                             |
| Coupe du monde de football militaire                               | 1960  | Stade Henri Fouques-Duparc                       |
| Coupe d'Afrique des vainqueurs de coupe masculine de handball      | 1988  | Palais des sports                                |
| Championnat du monde masculin de volley-ball des moins de 19 ans * | 2005  | Palais des sports                                |
| Play-off qualificatif du Grand Prix mondial de volley-ball         | 2012  | Palais des sports                                |
| Coupe d'Afrique des nations des moins de 20 ans *                  | 2013  | Stade Ahmed Zabana                               |
| Tri-nations maghrébin                                              | 2016  | Stade Ahmed Zabana                               |
| Jeux méditerranéens                                                | 2022  | Plusieurs sites                                  |
| Championnat d'Afrique des nations de football *                    | 2022  | Stade Ahmed Zabana                               |
| Championnats d'Afrique de judo                                     | 2022  | Centre de conventions Mohamed Benahmed           |
| Championnats arabes de natation                                    | 2022  | Centre aquatique Miloud Hadefi                   |
| Championnats arabes de Gymnastique                                 | 2022  | Salle omnisports Miloud Hadefi                   |
| Jeux panarabes                                                     | 2023  | Plusieurs sites                                  |
| Coupe d'Afrique des vainqueurs de coupe masculine de handball      | 2024  | Salle omnisports Miloud Hadefi Palais des sports |
| Coupe d'Afrique des vainqueurs de coupe féminine de handball       | 2024  | Salle omnisports Miloud Hadefi Palais des sports |
| Supercoupe d'Afrique masculine de handball                         | 2024  | Salle omnisports Miloud Hadefi                   |
| Supercoupe d'Afrique féminine de handball                          | 2024  | Salle omnisports Miloud Hadefi                   |

(*) : Compétitions accueillis conjointement avec une ou d'autres villes.

## Palmarès national et international
La liste suivante propose les principaux titres nationaux et internationaux remportés par des clubs oranais et les sportifs individuels.

### Palmarès international
Athlétisme
- 2 Jeux méditerranéens (B. Rahoui 1975 - 1e médaille méditerranéenne et algérienne or (1), Record national, bronze (1))

Boxe
- 1 Jeux olympiques (M. Moussa 1984 - 1e médaille olympique nationale bronze, Record national)
- 2 Jeux africains (M. Bouchiche 1987 argent (1), M. Moussa 1987 argent (1))
- 3 Jeux méditerranéens (M. Bouchiche 1983 or, 1987 or (2), M. Moussa 1983 or (1))
- 2 Jeux panarabes (M. Moussa 1985 or (1), M. Bouchiche 1985 argent (1))

Football
- 2 Coupe arabe des vainqueurs de coupe (MCO 1997, 1998 - Record national)
- 1 Supercoupe arabe (MCO 1997, 1998 - Record national)
- 3 Championnat d'Afrique du Nord (ASMO 1921 (1), CDJ 1931 (1) et GCO 1936 (1))
- 4 Coupe d'Afrique du Nord (CDJ 1931, 1933, 1934, 1935 - Record national)

Handball
- 1 Coupe d'Afrique des vainqueurs de coupe (MCO 1987)
- 3 Championnat arabe des clubs champions (MCO 1983, 1984, 1988 - Record national)

Natation
- ... Championnats d'Afrique (S. Ilès 1998 - or (7), 2002 - or (...), 2004 - or (...), 2006 - or (3), argent (1))
- 9 Jeux africains (S. Ilès 1999 - argent (2), bronze (1), 2003 - or (3), 2007 - or (2), argent (1))
- 4 Jeux panarabes (S. Ilès 2004 - or (4))

### Palmarès national
Athlétisme
Basketball
- 4 Championnat d'Algérie (ASMO 1963, 1964, 1965 (3), MCO 1984 (1))
- 3 Coupe d'Algérie (ASMO 1969 (1), AS PTT Oran 1971 (1), MCO 1990 (1))

Boxe
Football
- 4 Ligue Professionnelle 1 (MCO 1971, 1988, 1992, 1993)
- 4 Coupe d'Algérie (MCO 1975, 1984, 1985, 1996)
- 1 Coupe de la Ligue (MCO 1996)
- 20 Championnat d'Oranie (USMO 1933, 1943, 1944, 1945, 1946, 1949, 1950 (7), CDJ 1914, 1930, 1931, 1934, 1937, 1938, 1939, 1942 (7), ASMO 1921, 1929, 1941 (3), GCO 1931, 1936 (2), FCO 1946, 1948 (2), CALO 1959 (1))

Handball
- 4 Championnat d'Algérie (MCO 1983, 1992 (2), Spartiates d'Oran 1963, 1964 (2))
- 2 Coupe d'Algérie (MCO 1984, 1986)
- 1 Coupe d'Algérie féminin (MCO 1987)

Judo
Natation